# Дубівці (Тернопільський район)

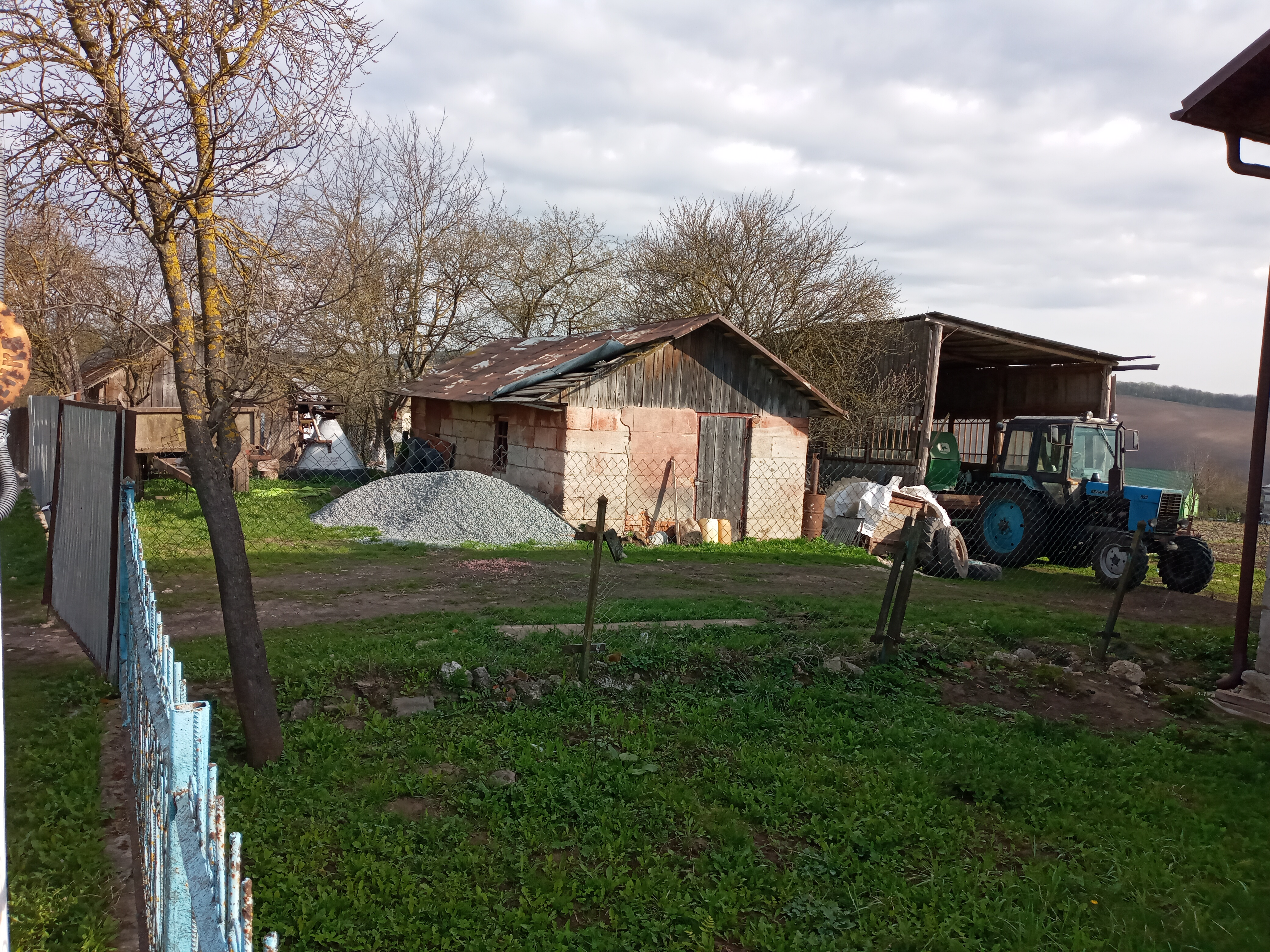
Приміщення польського постерунку

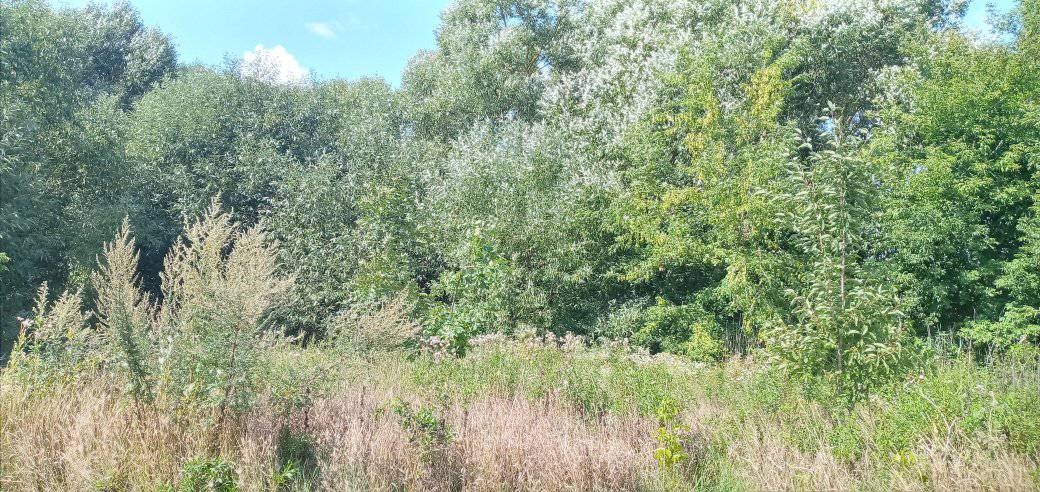
Зарослі на місці колишнього хутора Сіножати

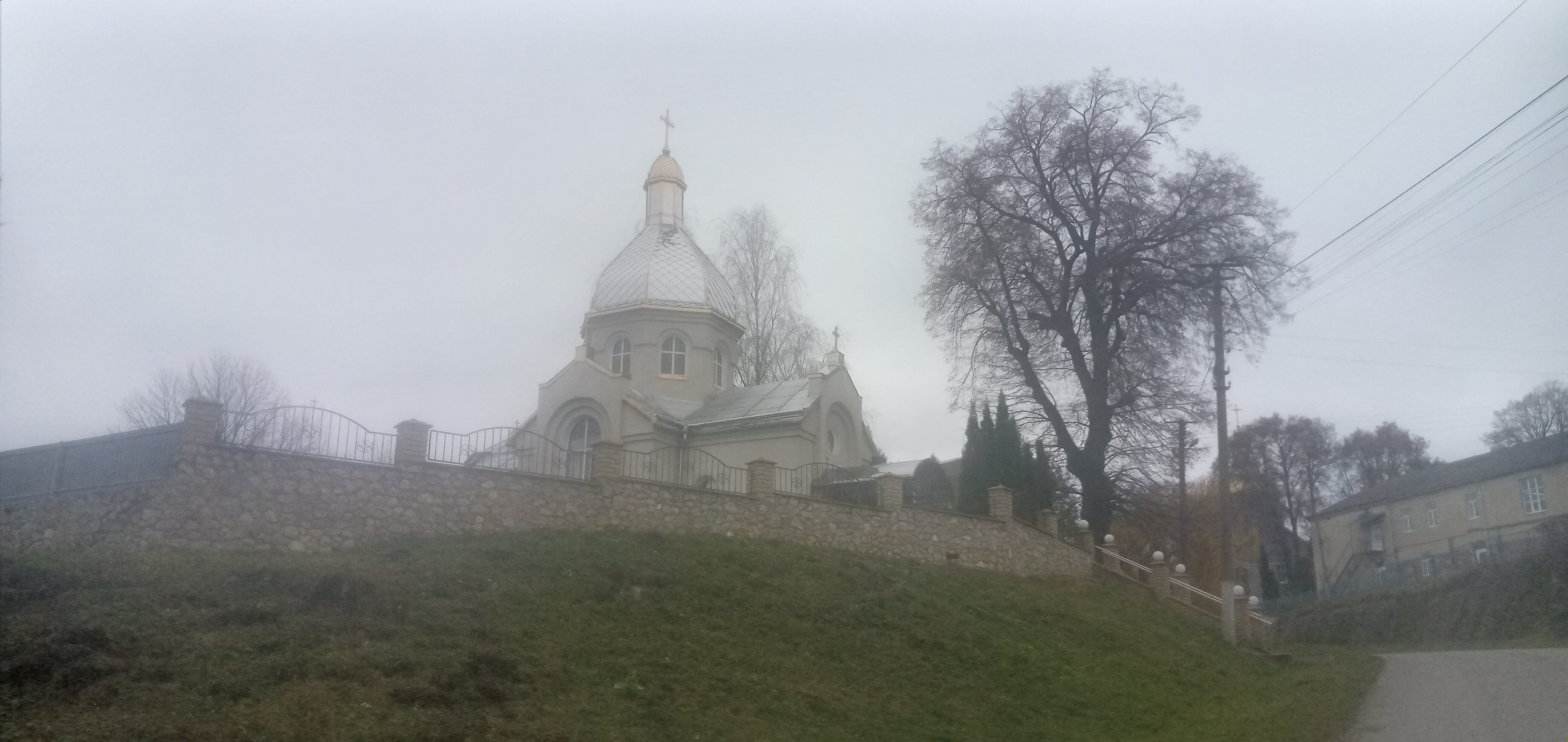
Церква Святого Архистратига Михаїла (УГКЦ) в Дубівцях

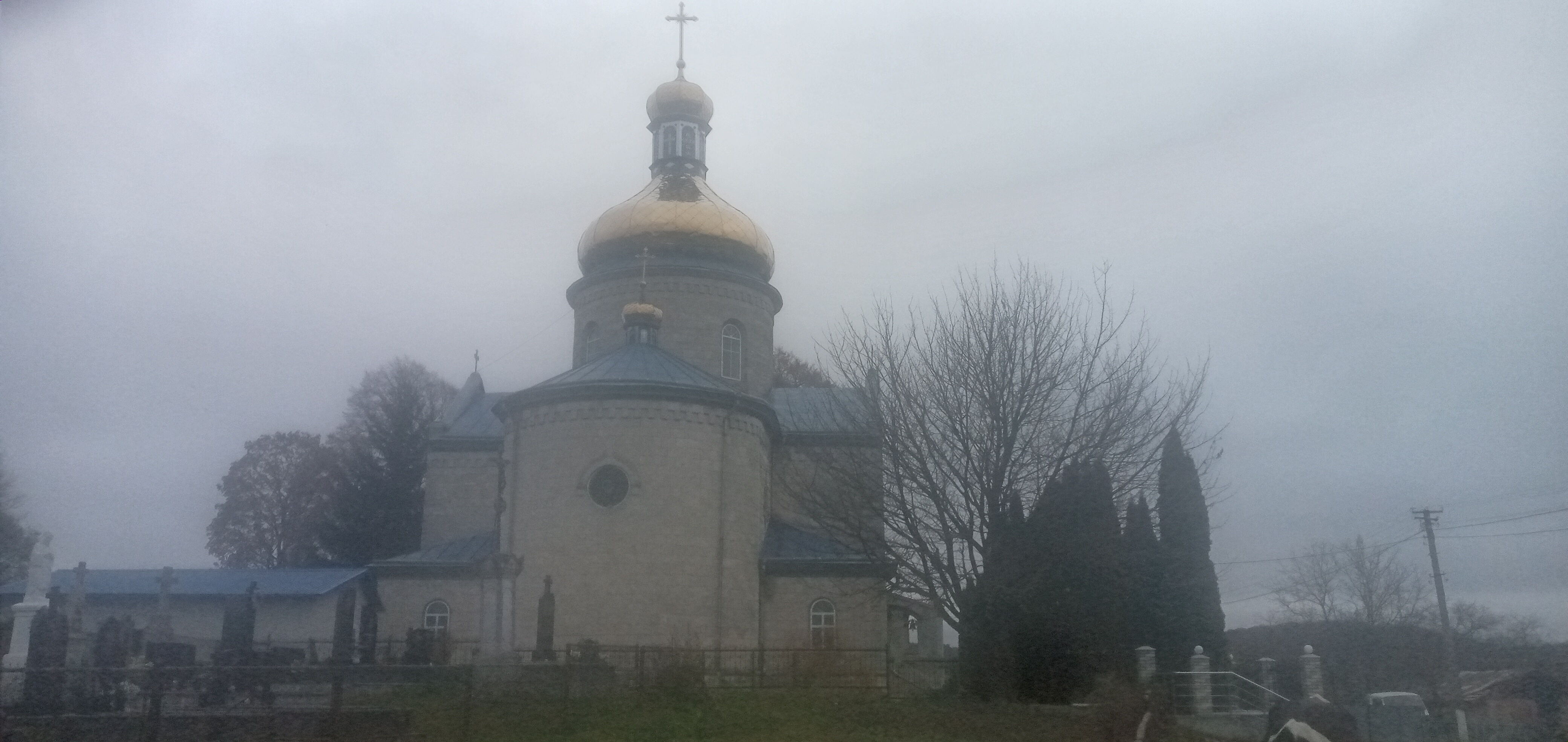
Церква Святого Архистратига Михаїла (ПЦУ) в Дубівцях

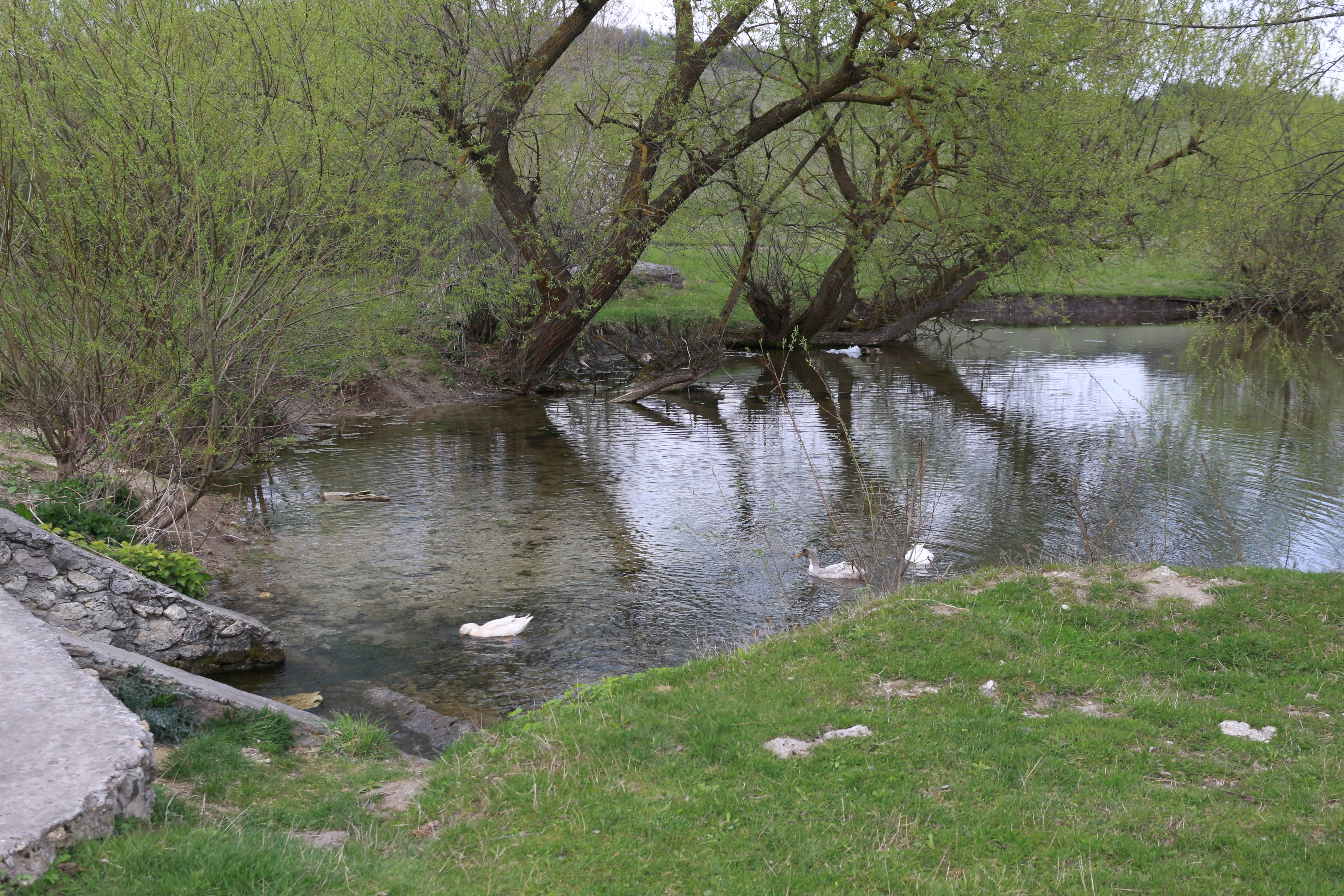
Потічок від Дубівецького джерела

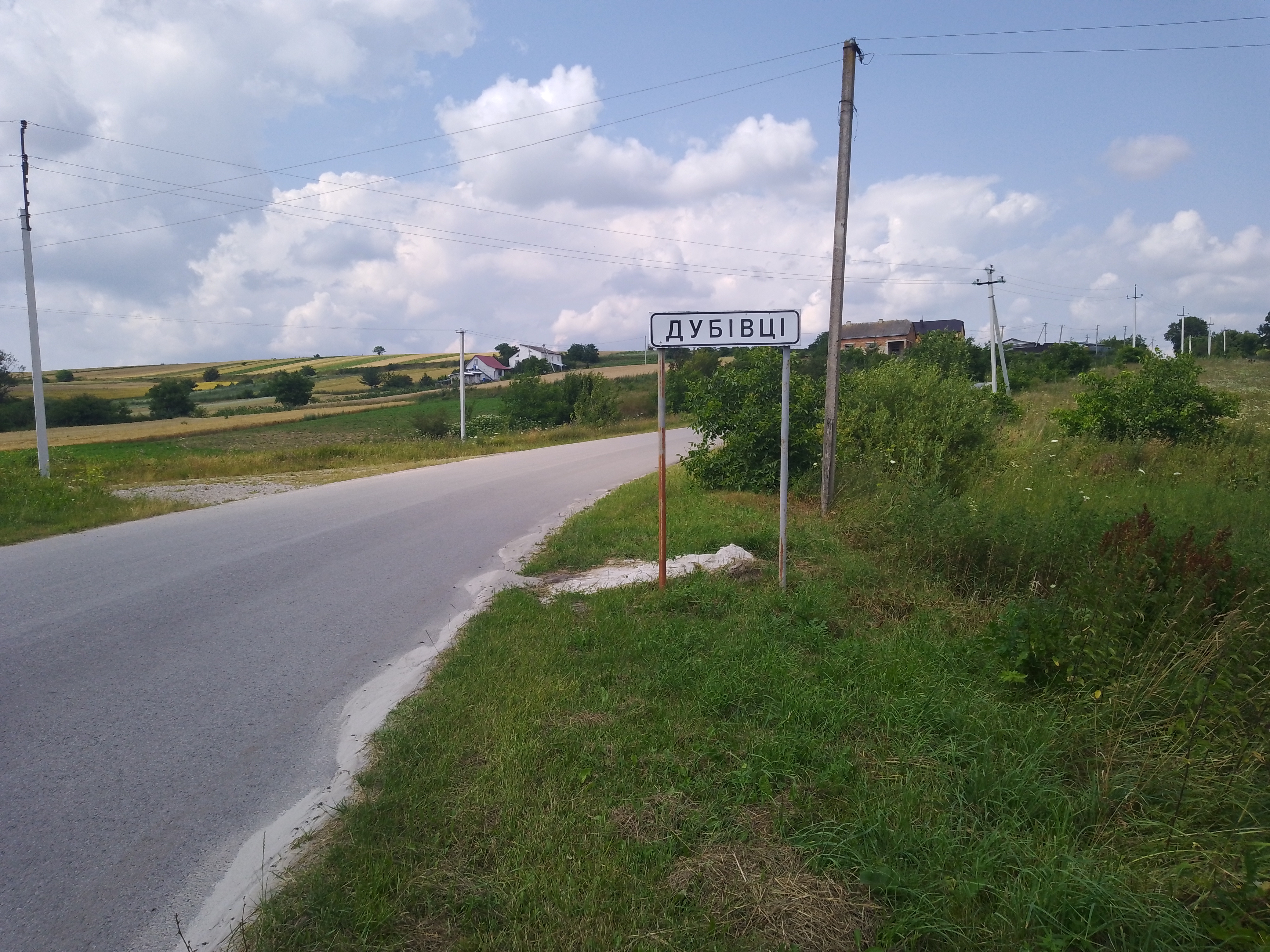
Дороговказ села Дубівці

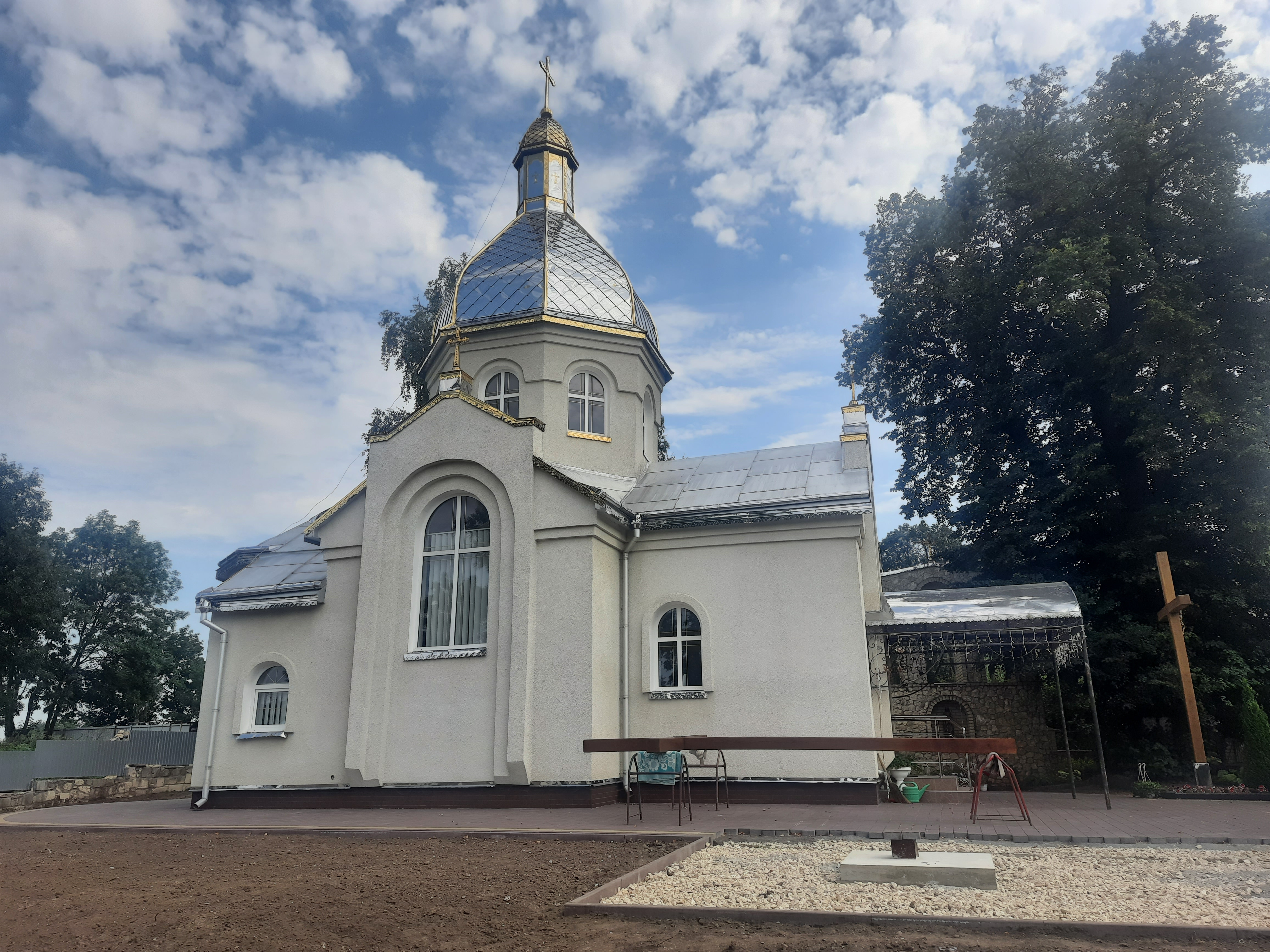
Церква Святого Архистратига Михаїла (УГКЦ)

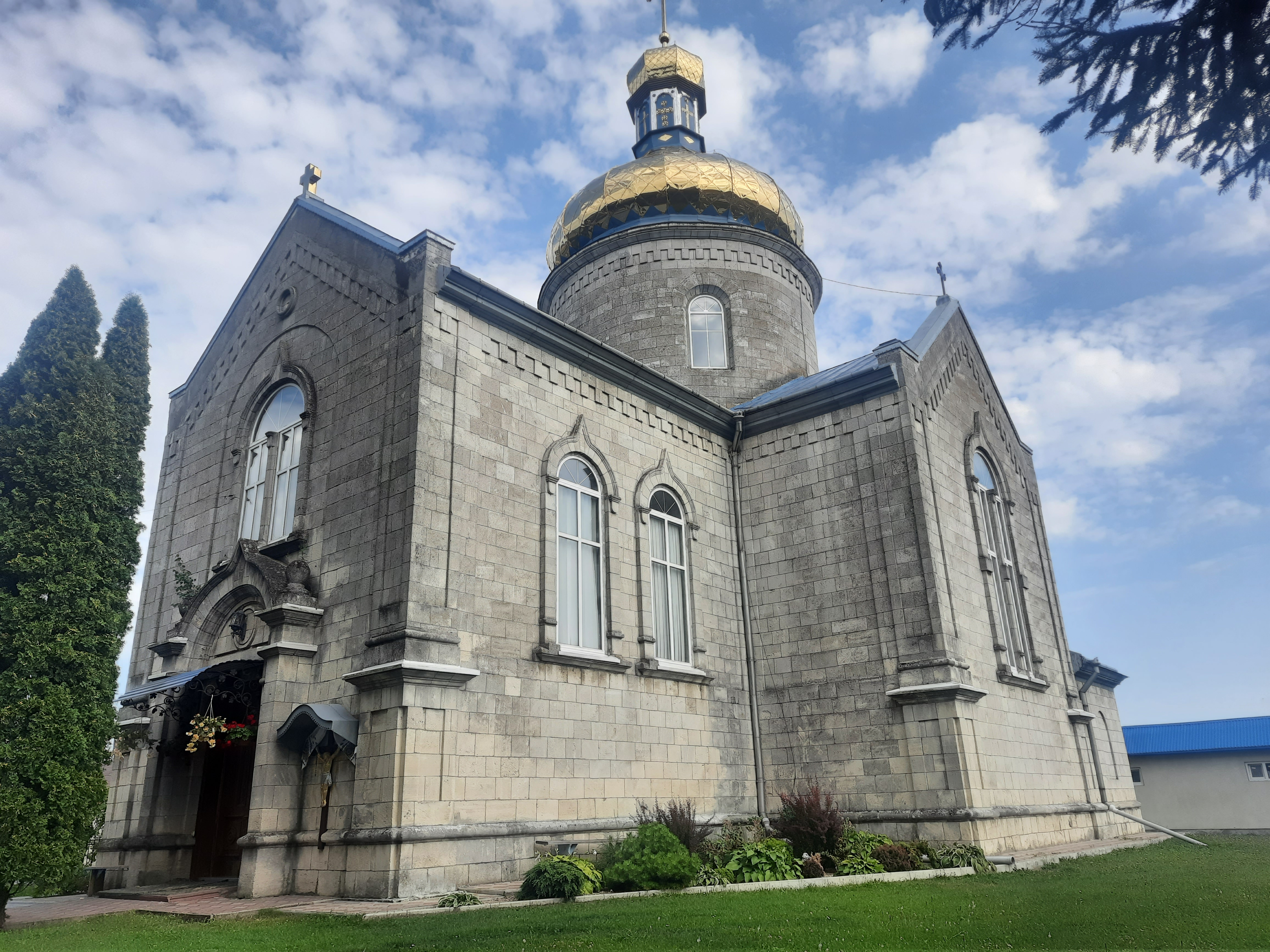
Церква Святого Архистратига Михаїла (ПЦУ)

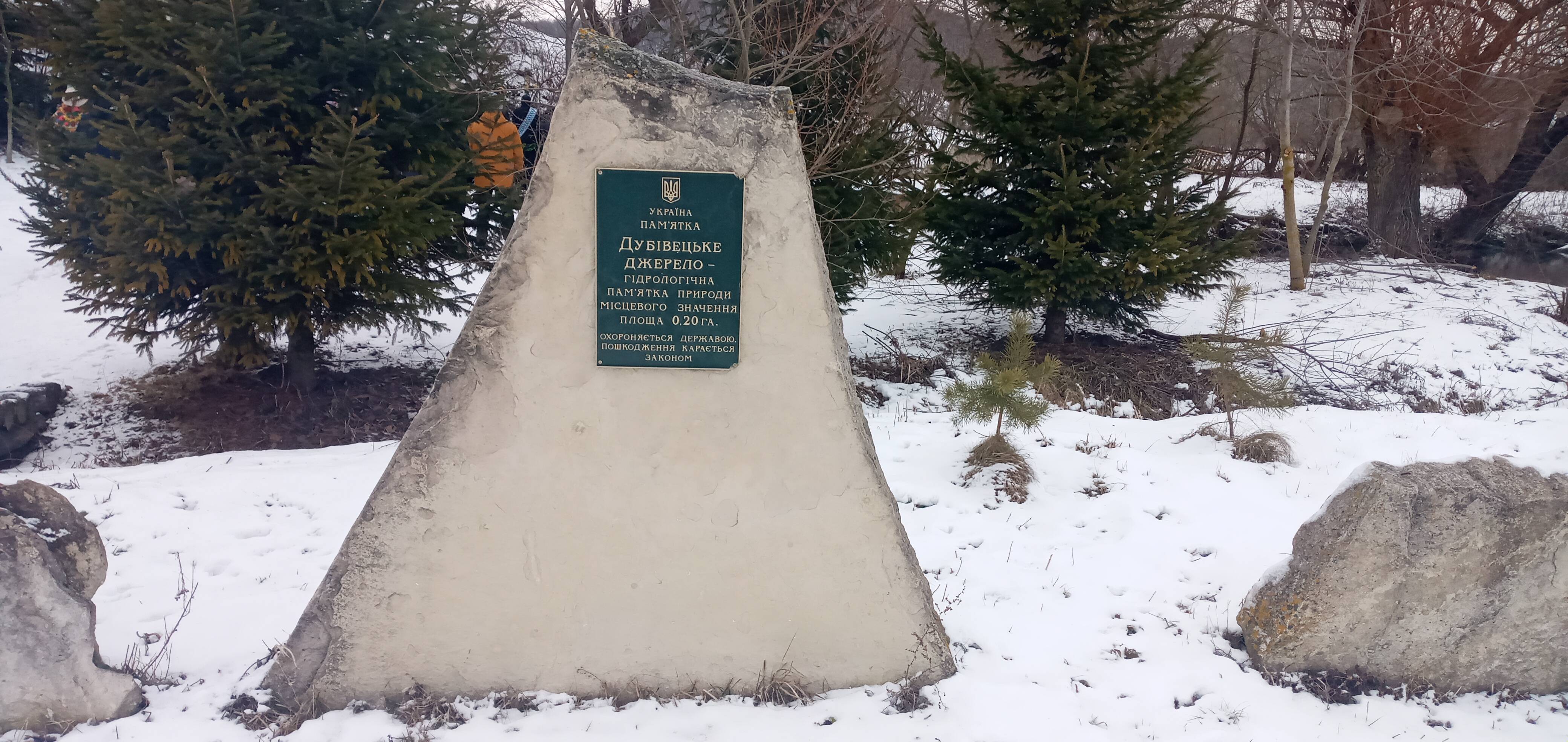
Дубівецьке джерело

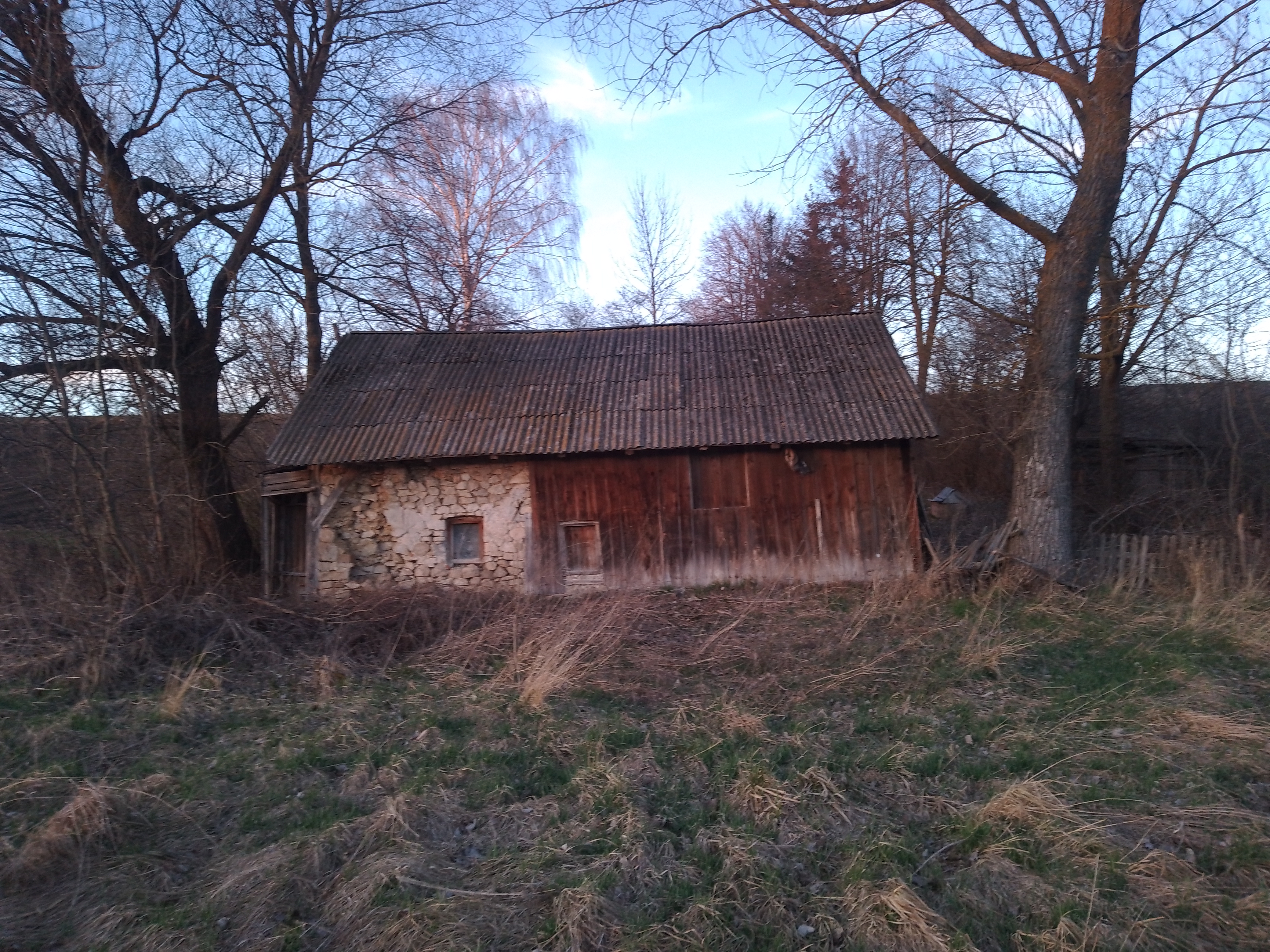
Будівля стодоли.1936 рік

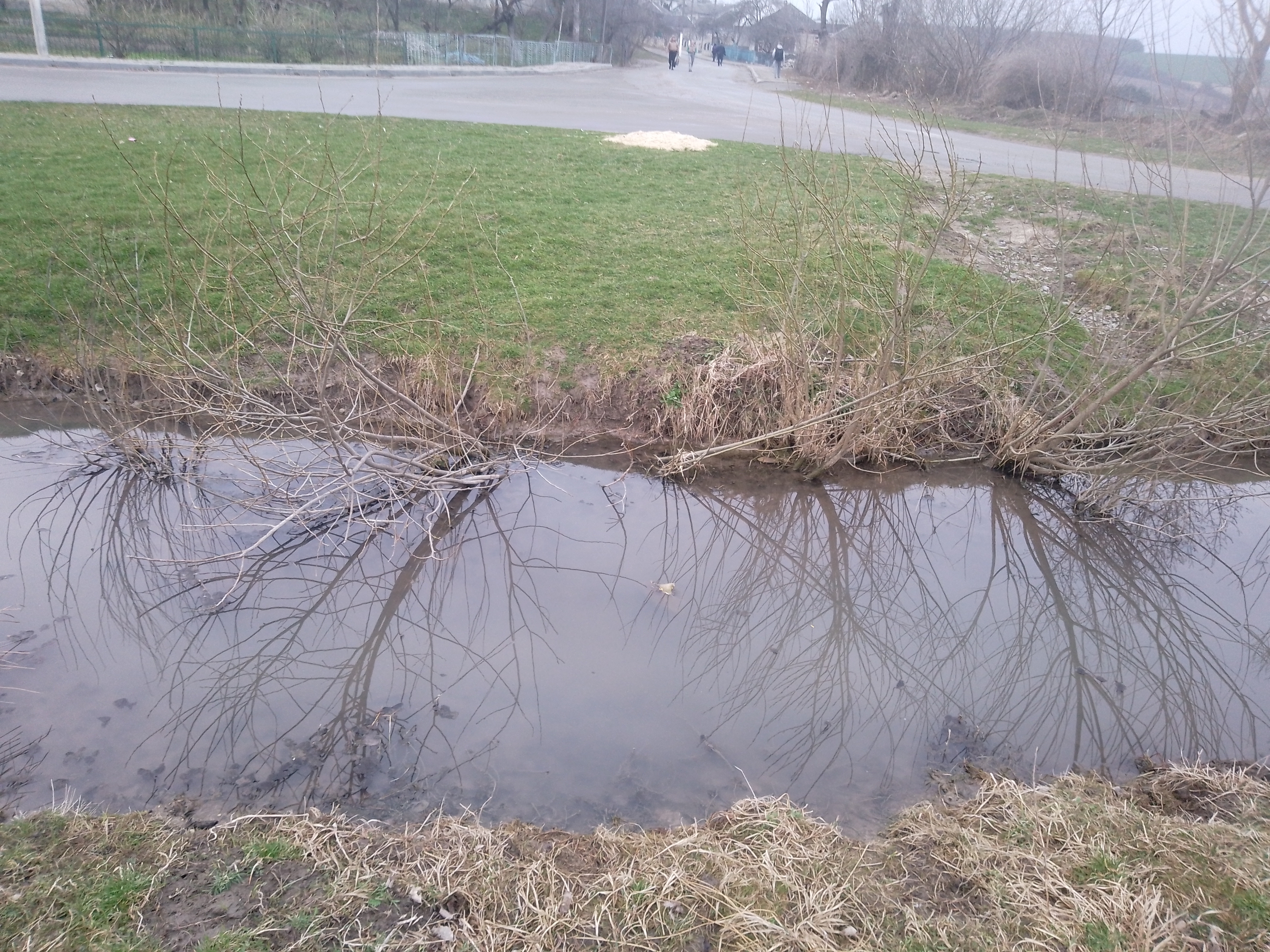
Струмок Верховинка в центрі села Дубівці

Дубівці́ — село в Україні, у Байковецькій сільській громаді Тернопільського району Тернопільської области. Адміністративний центр колишньої Дубовецької сільської ради. Поблизу села були хутори Залиповець, За Окопи та Сіножатка (Сіножати).
Зараз село входить до Байковецької сільської територіальної громади.

## Географія
Розташоване на правому березі р. Гніздечна (один із витоків р. Гнізна, басейн Серету, сточище Дністра), за 15 км від Тернополя і 7 км від найближчої залізничної станції Курники. Через село протікає річка Верховинка. Географічні координати — 49° 41’ північної широти 25° 38’ східної довготи. Площа — 2,9 кв. км. Дворів — 255. 

### Місцевості
- Залиповець — хутір, приєднаний до с. Дубівці. Розташований за 1 км від нього. Відомий від 2-ї половини XIX ст. 1897 р. на полі при в’їзді в Дубівці на кошти Анастасії Каплун встановлено кам’яну «фіґуру» «На честь і хвалу Божу» (в роки німецько-радянської війни частково знищена і перенесена на церковне подвір’я). У лютому 1952 р. на хуторі — 1 будинок, в якому проживало 3 особи. Нині не заселений.
- За Окопи — хутір, приєднаний до с. Дубівці. Розташований за 0,5 км від нього. У лютому 1952 р. на хуторі — 2 будинки, в яких проживало 5 осіб.
- Сіножатка (Сіножати) — хутір, приєднаний до с. Дубівці. Розташований за 2,5 км від нього. Відомий від кінця XIX ст. У період боїв за Тернопіль та Великий Глибочок протягом березня-квітня 1944 р. на хуторі Сіножати перебував районний військовий комісаріат. У лютому 1952 р. на хуторі — 9 будинків, 36 осіб. Нині незаселений. Збереглася «фіґура» Матері Божої (поч. XX ст.; за розповідями жителів хутора, під час німецько-радянської війни солдат Червоної армії кинув у неї камінь, після чого відразу помер).[1]

## Топоніміка
Назва села утворена:
1. від патронімної назви Дубівці з первісним значенням «нащадки чи піддані Дуба»;
2. від назви людей за місцем проживання дубівці «ті, що живуть біля дубів».

## Символіка
Затверджена 26 лютого 2021 р. рішенням № 8/6/11 VI сесії Байковецької сільської ради VIII скликання.
Герб
Щит розділений двома косими хвилястими срібними перев’язями. У його верхній і нижній частинах на білому фоні розміщено золоті дубові листки з жолудями. Посередині на червоному тлі – основні елементи гербу Баклай. Щит вписаний в декоративний картуш і увінчаний золотою сільською короною. Внизу картуша написи «ДУБІВЦІ» і «1556».
Прапор
Квадратне полотнище поділене хвилястими смугами на три частини, які повторюють пропорції, кольори та елементи Герба.
Тлумачення символіки
У середній частині використано основні елементи гербу Баклай, до якого належав перший відомий власник села Костянтин Василь Острозький (1526/1527—1608) — руський (український) князь, магнат, воєнний, політичний і культурний діяч, меценат Великого Князівства Литовського. Дві перев’язі – це два джерела, які є на території села. Дубові листки з жолудями уособлюють назву населеного пункту.
Корона означає статус населеного пункту.

## Історія

### Давні часи
Поблизу Дубівців виявлено археологічні пам'ятки пізнього палеоліту, ранньої залізної доби та черняхівської культури. За однією з версій, в урочищі Монастирисько біля Дубівців було розташоване літописне містечко Биковен, згадане 1214 р. у Галицько-Волинському літописі.

### Середньовіччя, Новий Час
Перша письмова згадка — 1556 р.; згідно з люстрацією Галицького староства Дубівці належали Василеві Костянтину Острозькому. Після його смерті селом володіли польські маґнати Замойські. 14 липня 1706 р. градобій знищив усі посіви озимини і ярини.
У 1730-х Дубівці — власність Якова Собеського, 1749 р. частина сільської землі стала власністю Тернопільського монастиря оо. Домініканців. 1734 р. через Дубівці проходив гайдамацький загін Верлана. У 1788 р. і 1796 рр. унаслідок неврожаю в селі був голод. 1791 р. згідно з розпорядженням цісарської адміністрації село залишили єврейські сім'ї, котрі переселилися в міста й містечка. 1796 р. власницю села пані Моравську відвідав теребовлянський староста, з нагоди чого було влаштовано велике прийняття.

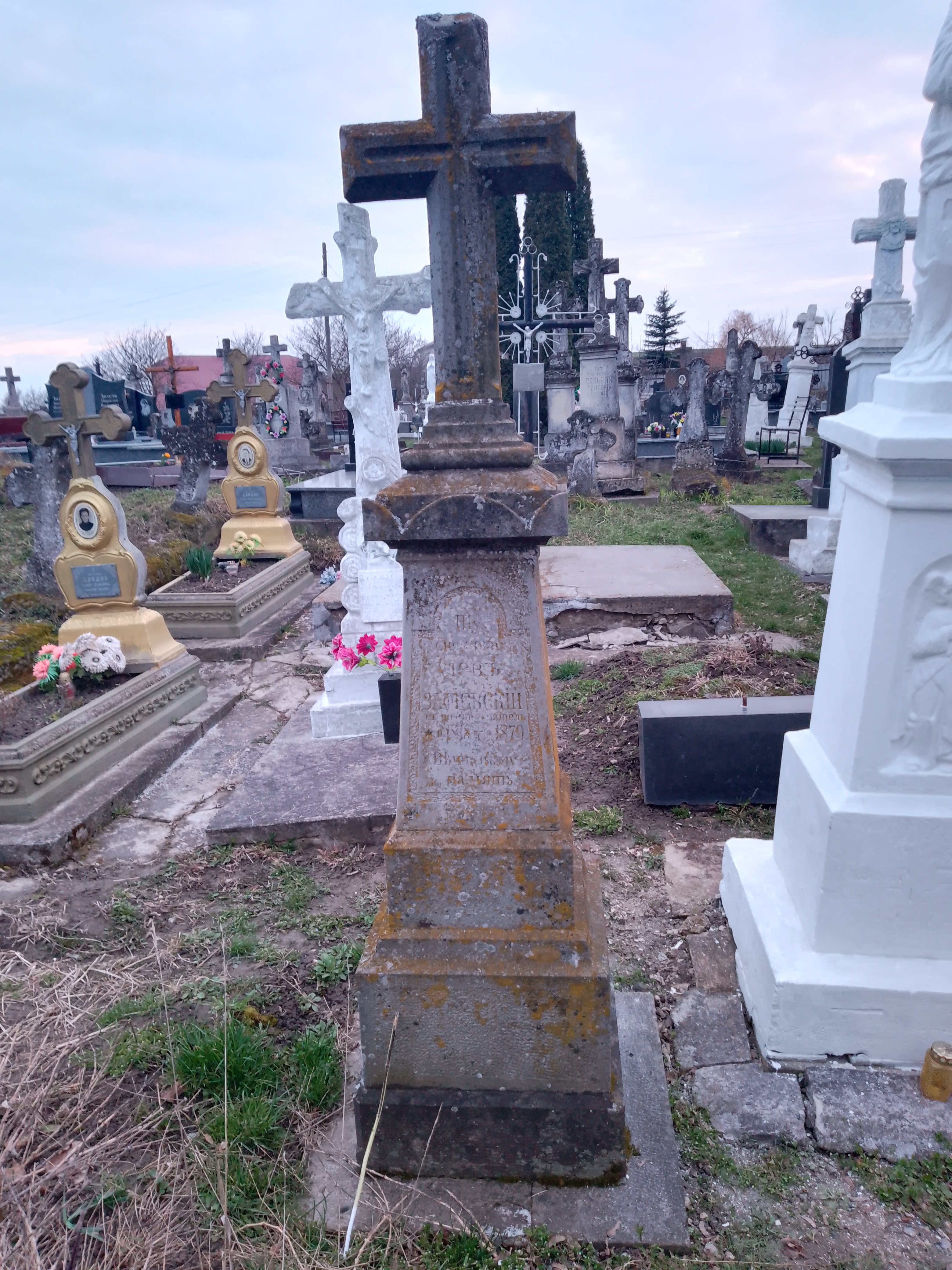
Пам'ятник вчителю Леву Зофієвському

У 1832 р. в Дубівцях проживало 500 осіб; унаслідок епідемії холери померло багато жителів. 1841 р. в селі діяла парафіяльна школа, від 1857 р. однокласна; перший учитель — Антон Лопатинський, згодом — Лев Зофієвський.
Протягом 1880-х років велика земельна власність належала Євгенові де Ліґне; в селі було 133 будинки, в яких проживали 820 осіб (із них — 592 українці, 157 поляків і 71 єврей); працювали школа, ґуральня і млин. 1890-і рр. обширними земельними масивами володіла Тереза Стойовська з роду Залєцьких; працювали фільварок, ґуральня, млин, 2 корчми, був став. 1902 р. в селі відбувся хліборобський страйк.

### XX століття
20 серпня 1914 року в Дубівці прибула і переночувала сотня черкесів, які багатьох мешканців пограбували і побили, а також зґвалтували деяких дівчат і жінок. 1915 р. велика земельна власність належала Брайтману. В УСС і УГА воювали понад 20 осіб, у т. ч. священник Іваницький; загинули Данило Грушовський, Лука Ханас та інші.
У 1925 р. в млині Брайтмана працювали 3 особи. У вересні 1930 р. під час пацифікації польська поліція закрила читальню «Просвіти».
До жовтня 1939 р. у селі діяли філії товариств «Просвіта» (1887), «Січ», «Луг», «Рідна школа», «Каменярі» та інших, а також Братство тверезості, кооператива «Згода», драматичний гурток, хор, осередки ОУН, УСРП, УНДО; польські організації. Відомо, що в 1932 р. працювала 4-класна школа.
1 серпня 1934 року внаслідок адміністративної реформи село включене до новоствореної у Тернопільському повіті об'єднаної сільської гміни Ігровиця.
У березні 1940 р. в селі примусово створено перший колгосп; голова правління Матвій Ільків.
При відступі у 1941 р. енкаведисти вбили під час облави членів ОУН Станіслава Думу та Йосипа Каплуна. У тернопільській тюрмі загинув уродженець Дубівців Іван Івахів.
Під час німецько-радянської війни в Червоній армії загинули або пропали безвісти 47 уродженців Дубівців. В ОУН і УПА перебували, загинули, репресовані, симпатики цих об’єднань — близько 170 осіб, у т. ч. священник Мар'ян Кашуба (розстріляний у серпні 1941 р.), керівник підрайонового кущового відділу Козлівського району Йосип Бойцун; у власних домівках переховували членів ОУН і вояків УПА Микита Бойцун, Максим Кривенький, Софія Пастух, Текля Цюник.
У серпні 1943 року гітлерівці зігнали населення села на майдан біля церкви, погрожуючи розстріляти кожного десятого, а потім і решту, якщо місцеві жителі не сплатять того дня всіх податків, не здадуть зброю, котру переховують, і не видадуть членів ОУН. Рятівником Дубівців став сільський староста Микола Мандзій, який зумів переконати нацистів у лояльності мешканців села до нової влади і пообіцяв навести порядок. Ґарантією такої угоди стали два сини старости, котрих німці забрали заручниками. Місцевого єврея переховував Яким Карпович. На примусові роботи до Німеччини нацисти вивезли понад 100 осіб; розстріляли 38 місцевих євреїв.
9 березня 1944 р. в село увійшов танковий взвод Червоної армії під командою Героя Радянського Союзу Бориса Кошечкіна. 29 грудня 1944 р. в селі відбувся бій військ НКДБ (близько 150 осіб) із відділом УПА; загинуло 9 вояків УПА і 14 більшовиків. 21 лютого 1948 р. відділ УПА спалив приміщення сільської ради.
14 серпня 1948 р. голова райвиконкому Андрій Войтович із гарнізоном МДБ (40 осіб) зігнав селян на збори, під час яких сказав: «Все, що стається на території району (в ніч із 13 на 14 серпня в селі спалили молотарку і пошкодили двигун) роблять це дубівецькі бандити Сеник і Могильський (місцеві підпільники). Я буду писати у Верховну Раду, щоб усе село Дубівці виселили на Сибір». 11 вересня 1948 р. відбувся бій між повстанцями «Птахом» та «Хитрим» і 5 більшовиками.
1948 р. примусово відновили колгосп. Головами правління колгоспу працювали Андрій Уніят, Василь Івахів, Стефанія Бойцун, Мирослав Олексів та ін. У 1958 р. село електрифіковане на базі ґенератора, в 1962 р. завершена державна електрифікація.

### Період Незалежности
У 1995 р. село газифіковане.
З 21 серпня 2015 року Дубівці належать до Байковецької сільської громади.
12 червня 2020 року, відповідно до розпорядження Кабінету Міністрів України № 724-р «Про визначення адміністративних центрів та затвердження територій територіальних громад Тернопільської області» увійшло до складу Байковецької сільської громади.
19 липня 2020 року, в результаті адміністративно-територіальної реформи та ліквідації Тернопільського району, село увійшло до складу новоутвореного Тернопільського району.
У Дубівцях росте сквер Docudays UA. 

## Релігія
- церква Святого Архистратига Михаїла [11](1906; кам'яна, ПЦУ);
- церква Святого Архистратига Михаїла (2011; мурована; УГКЦ);
- костел (1939, розібрали 1954–1955)
- капличка з «фіґурами» Божої Матері й ангелів на джерелі Водохреща (2010—2011);
- скульптура св. Архістратига Михаїла (2006; за кошти товариства «Агрокомплекс»; директор — Г. Пінязь);
- «фіґура» Ісуса Христа полеглим за волю України (2014);
- «фіґура» на подвір'ї Марії Лагіш (1922; встановили Кароль і Текля Шеліги на честь Божого захисту села від пожежі);
- «фіґура» св. Анни (поч. XX ст.);
- напівзруйнована «фіґура» св. Миколая на подвір'ї церкви.

## Пам'ятки

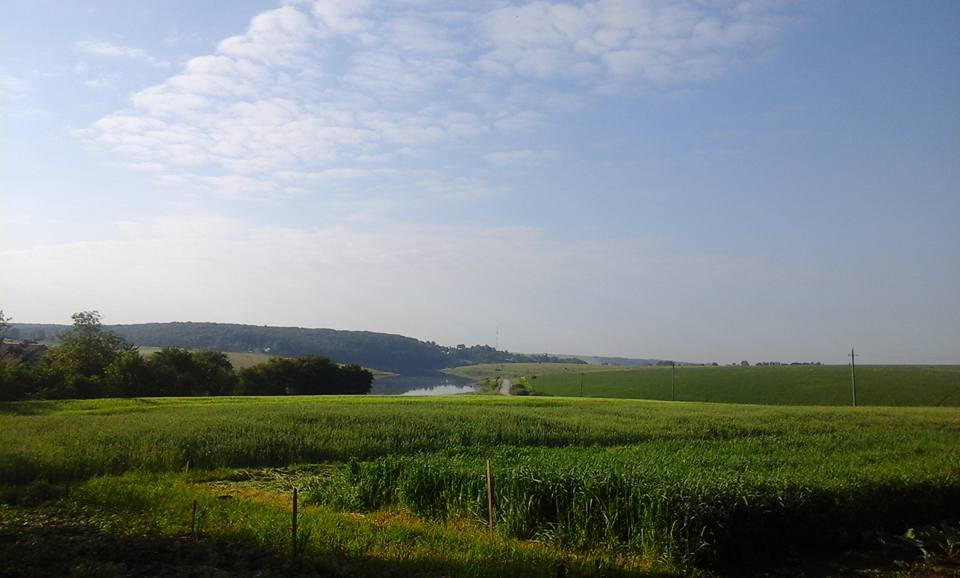
Вид на став між селами Дубівці, Івашківці та Стегниківці

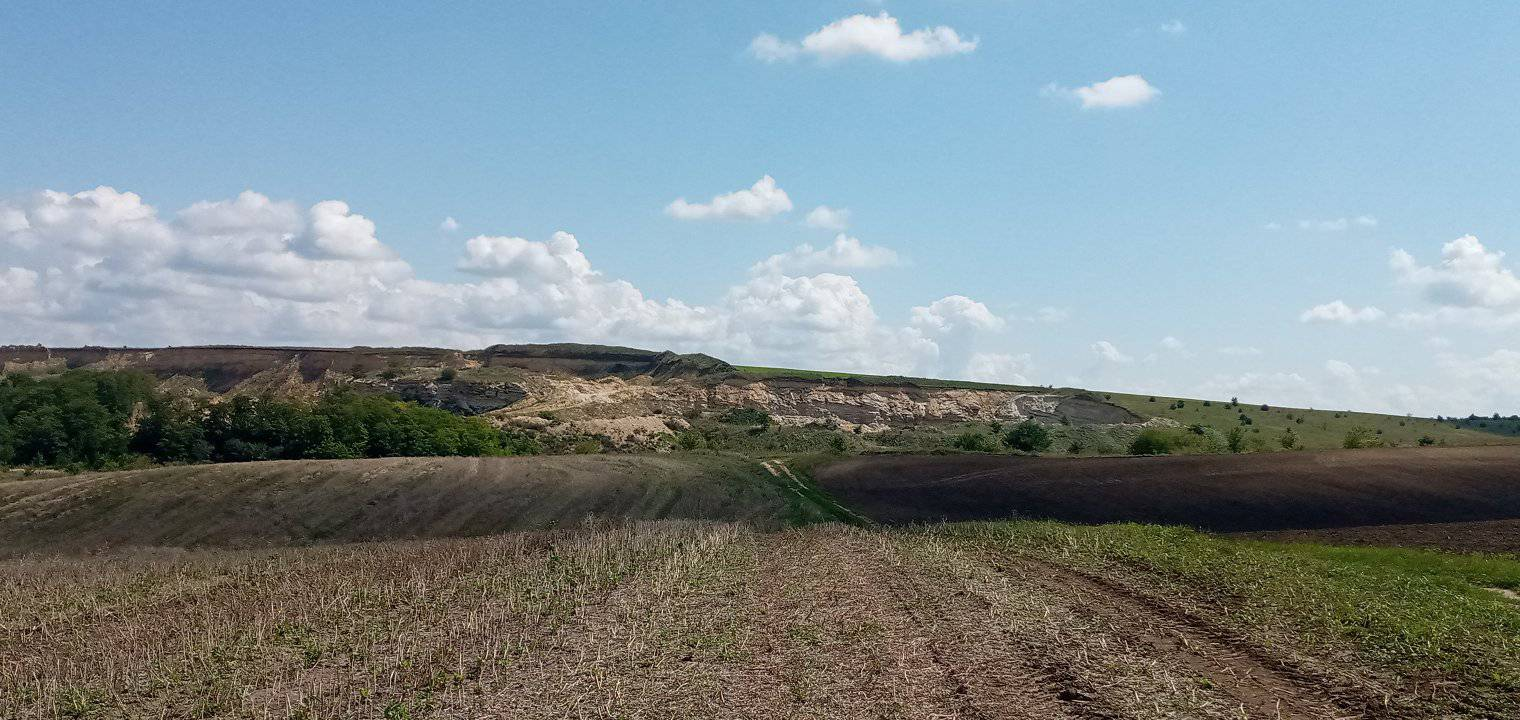
Піщаний кар'єр на околиці села Дубівці в урочищі Панасівка

Є став і гідрологічна пам’ятка природи місцевого значення «Дубівецьке джерело» (0,2 га).

## Пам'ятники
У 1990 році насипано символічну могилу Українським Січовим Стрільцям.
Споруджено та встановлено:
- пам'ятник полеглим у німецько-радянській війні воїнам-односельцям (1969, скульптор Я. Ягода),
- пам'ятні хрести на честь врятування жителів села від посухи, неврожаю та голоду (1845, на подвір’ї церкви), на честь скасування панщини (друга пол. XIX ст.), на честь 950-річчя хрещення Русі й 20-річчя утворення Західно-Української Народної Республіки (1938, на місці дерев’яного хреста при дорозі на с. Доброводи Збаразького району);
- дерев'яний хрест на місці «фіґури» в місцевості «Звіринець»;
- пам'ятник Борцям за волю України (2014)[12].

## Населення
| Чисельність населення, осіб | Чисельність населення, осіб | Чисельність населення, осіб | Чисельність населення, осіб |      |
| 1989                        | 2001                        | 2014                        | 2015                        | 2023 |
| --------------------------- | --------------------------- | --------------------------- | --------------------------- | ---- |
| 923                         | 776                         | 688                         | 687                         | 577  |

Мовний склад
Розподіл населення за рідною мовою за даними перепису 2001 року:
| Мова       | Відсоток |
| ---------- | -------- |
| українська | 99,23 %  |
| польська   | 0,26 %   |

## Соціальна сфера
Діюча ЗОШ 1–2 ступенів, клуб, бібліотека, ФАП, 2 торгових заклад. Працює сільськогосподарське підприємство ТОВ «Агрокомплекс». Є недіючий млин.

## Відомі люди
Народилися
- Ігор Висоцький (нар. 1950) — доктор медичних наук
- Ганна Кара (нар. 1959) — спортсменка (академічне веслування).
- Андрій Каплун (нар. 1952) — педагог, господарник.
- Іван Каплун (нар. 1967) — географ, краєзнавець.
- Тадей Кривенький («Орел»; 1925—1946) — член ОУН, стрілець УПА.
- Зенон Мандзій (нар. 1921) — громадський діяч.
- Микола Мандзій (1894–1983) — військовик, сотник УГА.
- Тарас Олексів (нар. 1937) — лісівник, науковець.
- Зіновій Пастернак — господарник.
- Зіновій Попадич («Карпо», «Мат»; 1921—1944, 1991 р. перепохований у Дубівцях) — член ОУН, окружний референт, субреферент пропаґандию.
- Яким Сеник (нар. 1952) — архітектор.
- Віктор Уніят (нар. 1977) — історик, почесний краєзнавець, публіцист.
- Василь Ханас (нар. 1941) — історик, краєзнавець, педагог.
- Володимир Ханас (нар. 1966) — публіцист, краєзнавець, громадський діяч.
- Мирослав Ханас (нар. 1941) — історик, краєзнавець.

Працювали (-ють)
- Стефанія Бойцун — господарниця, громадська діячка.
- Зеновій Грицай — учителював громадський діяч, музикант.
- Григорій Пінязь — господарник, громадський діяч, меценат.
- Іов — душпастир архієпископ УПЦ КП.
- о. Григорій Алиськевич — греко-католицький священник, в'язень.
- о. Мар'ян Кашуба — греко-католицький священник, в'язень..
- Йосип Парнета — господарник.

У селі перебували польські літератори, громадські діячі Маврицій Гославський та Северин Гощинський, державний діяч, гетьман України Іван Мазепа, народна артистка України Софія Ротару, Леонід Кравчук, науковець Мілослав Чаркіч, співачка, громадсько-політичні діячі Бонні Бернстрем, Анатолій Матвієнко, Іван Плющ, Лесь Танюк, Ярослав Джоджик, Такаші Хірано, Збігнєв Буяк, Леонід Бицюра, Пилип Іллєнко, Володимир Філіпов, краєзнавці Богдан Мельничук і Богдан Хаварівський та інші.

## У літературі
У 1996 видано книгу Володимира Ханаса «Історія села Дубівці. Частина 1».
У Дубівцях записано низку казок, легенд та пісень, котрі увійшли до фольклорних збірників. На околиці села є піщаний кар'єр. 